# Klee (Band)/Diskografie
Diese Diskografie ist eine Übersicht über die musikalischen Werke der deutschen Popband Klee und ihren Pseudonymen wie Ralley (1997–1999). Ihre erfolgreichste Veröffentlichung ist das Top-10-Album Aus lauter Liebe.

## Alben

### Studioalben
| Jahr | Titel                                                     | Höchstplatzierung, Gesamtwochen, AuszeichnungChartplatzierungen (Jahr, Titel, Platzierungen, Wochen, Auszeichnungen, Anmerkungen) | Höchstplatzierung, Gesamtwochen, AuszeichnungChartplatzierungen (Jahr, Titel, Platzierungen, Wochen, Auszeichnungen, Anmerkungen) | Höchstplatzierung, Gesamtwochen, AuszeichnungChartplatzierungen (Jahr, Titel, Platzierungen, Wochen, Auszeichnungen, Anmerkungen) | Anmerkungen                           |
| Jahr | Titel                                                     | DE | AT | CH | Anmerkungen                           |
| ---- | --------------------------------------------------------- | --- | --- | --- | ------------------------------------- |
| 1997 | Ralley                                                    | — | — | — | Erstveröffentlichung: 25. August 1997 |
| 1999 | 1,2,3,4                                                   | — | — | — | Erstveröffentlichung: 8. März 1999    |
| 2003 | Unverwundbar                                              | — | — | — | Erstveröffentlichung: 16. Juni 2003   |
| 2004 | Jelängerjelieber / Honeysuckle (US-amerikanische Version) | DE75 (2 Wo.)DE | — | — | Erstveröffentlichung: 23. Juli 2004   |
| 2006 | Zwischen Himmel und Erde                                  | DE17 (7 Wo.)DE | AT68 (1 Wo.)AT | — | Erstveröffentlichung: 23. Juli 2006   |
| 2008 | Berge versetzen                                           | DE15 (7 Wo.)DE | AT72 (1 Wo.)AT | — | Erstveröffentlichung: 1. August 2008  |
| 2011 | Aus lauter Liebe                                          | DE6 (5 Wo.)DE | — | — | Erstveröffentlichung: 26. August 2011 |
| 2015 | Hello Again                                               | DE23 (3 Wo.)DE | AT67 (1 Wo.)AT | — | Erstveröffentlichung: 14. August 2015 |
| 2021 | Trotzalledem                                              | DE26 (1 Wo.)DE | — | — | Erstveröffentlichung: 30. April 2021  |

### Livealben
- 2004: Jelängerjelieber – Live Edition

### EPs
- 2003: Klee & Replay
- 2007: Dieser Fehler

## Singles
| Jahr | Titel Album                                | Höchstplatzierung, Gesamtwochen, AuszeichnungChartplatzierungen (Jahr, Titel, Album, Platzierungen, Wochen, Auszeichnungen, Anmerkungen) | Höchstplatzierung, Gesamtwochen, AuszeichnungChartplatzierungen (Jahr, Titel, Album, Platzierungen, Wochen, Auszeichnungen, Anmerkungen) | Höchstplatzierung, Gesamtwochen, AuszeichnungChartplatzierungen (Jahr, Titel, Album, Platzierungen, Wochen, Auszeichnungen, Anmerkungen) | Anmerkungen                            |
| Jahr | Titel Album                                | DE | AT | CH | Anmerkungen                            |
| ---- | ------------------------------------------ | --- | --- | --- | -------------------------------------- |
| 2002 | Erinner dich Unverwundbar                  | DE94 (1 Wo.)DE | — | — | Erstveröffentlichung: 26. August 2002  |
| 2005 | Gold Jelängerjelieber                      | DE54 (9 Wo.)DE | — | — | Erstveröffentlichung: 24. Januar 2005  |
| 2005 | Tausendfach Jelängerjelieber               | DE85 (1 Wo.)DE | — | — | Erstveröffentlichung: 17. Mai 2005     |
| 2006 | Die Stadt Zwischen Himmel und Erde         | DE55 (7 Wo.)DE | — | — | Erstveröffentlichung: 7. Juli 2006     |
| 2008 | Zwei Herzen Berge versetzen                | DE29 (9 Wo.)DE | — | — | Erstveröffentlichung: 11. Juli 2008    |
| 2008 | Berge versetzen                            | DE57 (3 Wo.)DE | — | — | Erstveröffentlichung: 31. Oktober 2008 |
| 2011 | Willst du bei mir bleiben Aus lauter Liebe | DE29 (4 Wo.)DE | — | — | Erstveröffentlichung: 5. August 2011   |

Weitere Singles
- 1997: Zelten
- 1997: Ich zeig dir was
- 1998: Sommer
- 1999: Spring!
- 2003: Lichtstrahl
- 2003: Nicht immer aber jetzt
- 2004: 2 Fragen
- 2005: Für alle, die
- 2006: Liebe mich leben
- 2007: Dieser Fehler
- 2008: Die Königin (live)
- 2009: Wir halten zusammen
- 2011: Adieu

## Videoalben und Musikvideos

### Videoalben
- 2006: Zwischen Himmel und Erde (Limited Deluxe Edition)
- 2008: Berge versetzten (Deluxe Edition)

### Musikvideos
| Jahr | Titel                           | Regisseur(e)     |
| ---- | ------------------------------- | ---------------- |
| 2002 | Erinner dich                    | Miriam Glaser    |
| 2003 | Nicht immer aber jetzt          |                  |
| 2003 | Lichtstrahl                     |                  |
| 2003 | Über mir die Sterne             | Marcel Ahrenholz |
| 2004 | 2 Fragen                        |                  |
| 2005 | Gold                            |                  |
| 2005 | Tausendfach                     | Benjamin Quabeck |
| 2005 | Für alle, die                   |                  |
| 2006 | Die Stadt                       | Benjamin Quabeck |
| 2006 | Zwischen Himmel und Erde        | Monika Marcowitz |
| 2006 | Liebe mich leben                | Benjamin Quabeck |
| 2008 | Zwei Herzen                     | Marcus Sternberg |
| 2008 | Berge versetzen                 | Marcus Sternberg |
| 2011 | Willst du bei mir bleiben       |                  |
| 2011 | Nimm dein Leben in die Hand     |                  |
| 2015 | Hello Again                     |                  |
| 2015 | Immer wieder geht die Sonne auf |                  |
| 2015 | Du bist nicht allein            |                  |

## Remixe
- 2005: The Wedding Present – I’m from Further North Than You

## Statistik

### Chartauswertung
|                     | DE    | AT    | CH    |
| ------------------- | ----- | ----- | ----- |
| Nummer-eins-Alben   | DE—DE | AT—AT | CH—CH |
| Top-10-Alben        | DE1DE | AT—AT | CH—CH |
| Alben in den Charts | DE6DE | AT3AT | CH—CH |

|                       | DE    | AT    | CH    |
| --------------------- | ----- | ----- | ----- |
| Nummer-eins-Singles   | DE—DE | AT—AT | CH—CH |
| Top-10-Singles        | DE—DE | AT—AT | CH—CH |
| Singles in den Charts | DE7DE | AT—AT | CH—CH |